# Raoul Adrien
Raoul Adrien, seigneur d'Arion, né le 28 août 1561 à Beauvais et mort le 26 juin 1626 à Beauvais, est un poète et jurisconsulte français du XVIe siècle et du XVIIe siècle.

## Biographie
Fils de Jehan Adrien, intendant du cardinal de Châtillon, et de Jehanne Le Cat, Raoul Adrien est le beau-frère du juriste Léonard Driot. Deux de ses petites-filles furent successivement mariées à Jean Foy-Vaillant.
Après avoir commencé ses études à Beauvais, il fut envoyé à Paris par son père pour poursuivre son éducation. Il y eut Jean Dorat pour maître de poésie et Jean Passerat pour régent de littérature, et côtoyait régulièrement Ronsard. Il alla ensuite à Bourges étudier le droit civil et le droit canon sous Cujas.
Une fois ses études achevées, il s'inscrit comme avocat au Parlement de Paris, où il se fit rapidement une grande réputation. Il se lia d'amitié à la même époque avec le président Forget et Lefèvre, percepteur de Louis XIII.
À la demande de son père, il rentra à Beauvais, où il gagna l'estime du cardinal de Bourbon. Il devint bailli du chapitre de la cathédrale de Beauvais, conseiller du cardinal de Beauvais, officier des abbayes de Saint-Lucien, de Saint Germer et de Froidmont, et lieutenant de la justice des maires et pairs de la ville de Beauvais.
Il fut régulièrement chargé de missions délicates à Paris pour défendre les intérêts de la ville de Beauvais auprès  des rois Henri IV et Louis XIII. Lorsqu'il fut question, durant la régence de Marie de Médicis, d'installer un gouverneur à Beauvais, Raoul Adrien réussi à faire évoluer la position de la régente en faveur du maintien des anciens privilèges et exemptions dont bénéficiaient la ville de Beauvais.
Il fit publié à Paris en 1610, sous le pseudonyme de sieur d'Arion (terre dont il était seigneur), le poème Hymne d'Arion dédié au jeune Dauphin, et que son ami Lefèvre, précepteur de ce prince, lui fit apprendre et réciter par cœur.
Donnant des consultations, plusieurs auteurs, tels que Pithou, Loysel ou Dupuy, avaient l'habitude de venir le voir avant de faire imprimer leurs manuscrits.

## Œuvres
- Hymne d'Arion au Dauphin (1610)
- Fastes beauvaisinnes
- Consultations sur des questions de droit
- Traité contre les superstitionsll
- Commentaires sur la Coutume de Senlis

## Sources
- Lucien Vuilhorgne, « Raoul Adrien; jurisconsulte, poète et érudit beauvaisien, 1561-1626 ... » (1900)
- Henry Carnoy, « Dictionnaires des hommes du Nord et des hommes de l'Ouest. 2, Dictionnaire biographique des hommes de l'Est... » (1903)
- « Galerie des hommes remarquables du Beauvaisie » (1900)